# Terebella verrilli
Terebella verrilli är en ringmaskart som beskrevs av Holthe 1986. Terebella verrilli ingår i släktet Terebella och familjen Terebellidae.
Artens utbredningsområde är Mexikanska golfen. Inga underarter finns listade i Catalogue of Life.